# Maria Sandmayr
Maria Sandmayr (* 1901 im Bezirk Dachau; † 6. Oktober 1920 in Forstenried) war ein deutsches Dienstmädchen und Opfer eines Fememordes.

## Leben
Sandmayr war als Dienstmädchen bei Ernst Ludwig Graf Fischler von Treuberg angestellt. Dieser hatte auf seinem Gut Holzen bei Augsburg ein Waffenversteck angelegt, was nach dem Entwaffnungsgesetz des Jahres 1920 verboten war. Sandmayr wandte sich nach ihrer Entdeckung des Waffenlagers an die Druckerei Wallbauer in der Münchener Sendlinger Straße mit der Frage, wo sie dieses Waffenlager anzeigen könne. Die Druckerei verwies sie nicht an die Polizei, sondern an Alfred Zeller, einen Führer der paramilitärischen Einwohnerwehr. Die Einwohnerwehren waren von Gustav von Kahr geförderte und von Nationalisten geführte bewaffnete Bürgerwehren.

## Ermordung
Hans Schweighart griff mit zwei weiteren Mitgliedern der Einwohnerwehr (vermutlich Max Neunzert und Hermann Berchtold) Sandmayr am 5. Oktober 1920 in der Tengstrasse auf, um sie angeblich zum Fund des Waffenlagers zu befragen. Die Leiche von Sandmayr wurde am 6. Oktober 1920 im Forstenrieder Park bei München gefunden. Sie wurde erdrosselt. Die Polizei verdächtigte Max Neunzert, als Fahrer an dem Mord beteiligt gewesen zu sein. An ihrer Leiche wurde ein Zettel mit der Aufschrift „Du Schandweib hast verraten dein Vaterland, dich hat gemordet die schwarze Hand.“ gefunden.

## Täter
Vor dem Hintergrund der für die Zeit der Weimarer Republik kennzeichnenden Nähe von Justiz und Polizei zu nationalistischen Kreisen wurden Straftäter der politischen Rechten kaum verfolgt oder verurteilt. Das Verfahren gegen Berchtold und andere wurde 1925 eingestellt. Berchtold gestand 1931 den Mord an Sandmayr.